# Dmitar Mitrović
Dmitar „Miki“ Mitrović (Mrsać kod Kraljeva, 31. oktobar 1935 — Beograd, 24. maj 2001) bio je srpski muzičar i kompozitor narodnih pesama.

## Biografija
Karijeru muzičara započeo je u KUD-u „Heroj Maričić“ u rodnom Mrsaću. Muzičku školu „Ognjen Prica“ završio je u Zagrebu. Komponovanje narodnih pesama otpočinje 60-tih, kada je završio i estradnu školu, koju je organizovalo Udruženje estradnih umetnika Srbije. Među poznatijim kompozicijama su: „Zašto pitaš kol'ko mi je leta“, „Ako me nekad sretneš“, „Oči su moje mutne od dima“, „Noćas, majko, oboje smo budni“, „Jahao sam konja vrana“ i druge.
Status slobodnog umetnika stekao je 1985. godine.
Sarađivao je sa izdavačkim kućama: PGP RTB, Jugodisk, Diskos, Jugoton, RTV Ljubljana, Vojvodina koncert
Kao kompozitor i harmonikaš, sa svojim „Ansamblom Mikija Mitrovića“ učestvovao je na pločama sa nekima od najpoznatijih solista, kao što su: Miloš Milošević, Tomislav Čolović, Gvozden Radičević, Žika Nikolić, Vasilija Radojčić, Šeki Turković, Zorica Marković, Raša Pavlović, Nada Mamula, Miodrag Petrović Čkalja, Anđela Anđelić.
Snimio je preko 150 ploča, oko 20 ploča su postale zlatne i više od 50 srebrne. Ploče sa njegovim kompozicijama prodate su u preko 3 miliona primeraka.

## Spoljašnje veze
- Diskografija na
- Pesma „Šubare mi moje“, Tomislav Čolović